# Chokio
La ville de Chokio est située dans le comté de Stevens, dans l’État du Minnesota, aux États-Unis. Sa population s’élevait à 400 habitants lors du recensement de 2010, estimée à 405 habitants en 2020.